# Liste der Kulturdenkmäler in Niederwörresbach
In der Liste der Kulturdenkmäler in Niederwörresbach sind alle Kulturdenkmäler der rheinland-pfälzischen Ortsgemeinde Niederwörresbach aufgeführt. Grundlage ist die Denkmalliste des Landes Rheinland-Pfalz (Stand: 12. Juni 2023).

## Einzeldenkmäler
| Bezeichnung              | Lage                         | Baujahr                                    | Beschreibung | Bild                           |
| ------------------------ | ---------------------------- | ------------------------------------------ | --- | ------------------------------ |
| Evangelische Pfarrkirche | Hauptstraße 6 Lage           | 1830–33                                    | klassizistischer Saalbau, 1830–33, Architekt Kondukteur Odernheimer; Dachreiter 1907; Stumm-Orgel 1850 | weitere Bilder Fotos hochladen |
| Backhaus                 | Hauptstraße, bei Nr. 28 Lage | zweite Hälfte des 19. Jahrhunderts         | ehemaliges Backhaus; offener Dachstuhl, wohl aus der zweiten Hälfte des 19. Jahrhunderts | BW                             |
| Kinderheim               | Hauptstraße 55, 57 Lage      | ab der zweiten Hälfte des 18. Jahrhunderts | Kinderheim der Rheinischen Diakonie; Nr. 55 Pförtnerhaus, teilweise Fachwerk, wohl aus der zweiten Hälfte des 18. Jahrhunderts, Umbau bezeichnet 1845, Torfahrt mit Glockentürmchen 1905; Nr. 57 Kinderheim, Bruchsteinbau, 1904/05, Architekt August Senz, Düsseldorf | Fotos hochladen                |
| Tagelöhnerhaus           | Hohlstraße 37 Lage           | um 1850/60                                 | eingeschossiges Unterstallhaus, wohl um 1850/60 | BW                             |

## Ehemalige Kulturdenkmäler
| Bezeichnung            | Lage             | Baujahr | Beschreibung | Bild            |
| ---------------------- | ---------------- | ------- | --- | --------------- |
| Litzenbergersche Mühle | Mühlenweg 4 Lage | 1877    | Sandstein-Scheune, 1877; dreigeschossiges Mühlengebäude, Backstein, 1910; stattliches Wohnhaus, 1914; teilweise abgebrochen und aus Denkmalliste gelöscht | Fotos hochladen |